# Sultan Kayhan
Sultan Kayhan (1988) é uma política sueca. Desde 9 de março de  2020 que ela serve como membro do Riksdag, representando o distrito eleitoral do município de Estocolmo. Ela tornou-se um membro após a renúncia de Kadir Kasirga.